# Xestia peterseni
Xestia peterseni là một loài bướm đêm trong họ Noctuidae.